# Костоміру
Костоміру (рум. Costomiru) — село у повіті Бузеу в Румунії. Входить до складу комуни Пардоші.
Село розташоване на відстані 128 км на північний схід від Бухареста, 34 км на північ від Бузеу, 91 км на захід від Галаца, 99 км на схід від Брашова.

## Населення
За даними перепису населення 2002 року у селі проживали 173 особи, усі — румуни. Усі жителі села рідною мовою назвали румунську.